# Loren MacIver

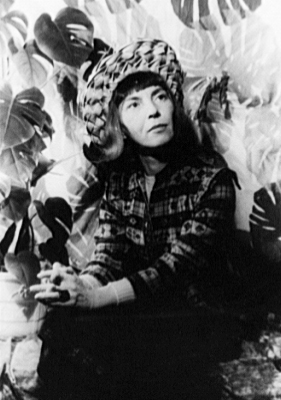
Loren MacIver in einer Abbildung Carl van Vechtens

Loren MacIver (2. Februar 1909 in New York City – 3. Mai 1998 ebendort) war eine US-amerikanische Malerin.

## Leben
Loren MacIver wurde 1909 als Mary Newman in New York geboren. Ihr Vater Charles Augustus Paul Newman war Lehrer und von ihrer Mutter Julia, deren Geburtsname MacIver war, übernahm sie später ihren Künstlernamen. MacIver war weitgehend autodidaktisch, erhielt jedoch als Zehnjährige Unterricht an der Art Students League in Manhattan. Sie besuchte 1927 zudem kurz eine Zeichenklasse an der National Academy of Design, betonte jedoch später, keine formale Ausbildung genossen zu haben.
Im Jahr 1929 heiratete sie den Dichter Lloyd Frankenberg, mit dem sie eine enge berufliche Beziehung pflegte. Das Paar lebte und arbeitete in Greenwich Village und verbrachte Zeit in einem selbstgebauten Ferienhaus auf Cape Cod. Obschon sie nach der Hochzeit weiterhin malte, rechnete sie nie damit, eine Karriere als Künstlerin zu machen. Während der Depression arbeitete MacIver für das Federal Art Project und erhielt ihre erste Einzelausstellung 1938 in der East River Gallery.
In den späten 1930er-Jahren begannen MacIver und ihr Eheman mit Sommerbesuchen in Key West, begleitet von ihrer guten Freundin und Unterstützerin Louise Crane. Dort lernten sie im Sommer 1939 Elizabeth Bishop kennen, mit der sie ein Leben lang befreundet bleiben sollten.
In den 1940er-Jahren, als ihr Ruf wuchs, erhielt sie Aufträge für mehrere Wandbilder für Reedereien und Zeitschriftencover. Nach ihrer ersten Europareise im Jahr 1948 malte Maclver mit immer brillanteren Farben. Im Jahr 1966 kehrte sie nach Paris zurück, wo sie vier Jahre lang blieb und mehrere Winter lang in der Provence arbeitete.
In ihrem späteren Leben zog sich MacIver zunehmend aus dem öffentlichen Leben zurück und malte vorwiegend in ihrem Studio, bis sie 1998 im Alter von 90 Jahren verstarb.

## Wirken
MacIver war für ihre einzigartige Kombination aus modernistischer Formtechnik und darstellenden Motiven bekannt, die oft alltägliche Objekte und Szenen abbildeten. Ihr Werk erlangte wegen seiner leicht zugänglichen Abstraktionen breite Anerkennung. New York, wo sie einen Großteil ihres Lebens verbrachte, und ihr wiederkehrendes Interesse an der Natur sind die Hauptthemen von Maclvers Kunst, die stilistisch von extremem Realismus bis hin zu stark abstrakten Entwürfen reicht. In den 1940er-Jahren wurde sie durch die Pierre Matisse Gallery vertreten und erhielt Anerkennung auf bedeutenden Plattformen wie der Biennale 1962 in Venedig.
MacIver arbeitete oft in kleinen Formaten und ihre Gemälde zeichneten sich durch einen intimen, lyrischen Abstraktionsstil aus, der sich deutlich von den großformatigen und theoretisch beladenen Werken der abstrakten Expressionisten unterschied. Ihre Arbeiten, oft angeregt durch das tägliche Leben und ihre unmittelbare Umgebung, strahlen eine besondere Wärme und poetische Interpretation des Gewöhnlichen aus, was sie von ihren Zeitgenossen abhebt.
Der Strand war ein wichtiger Ort der Inspiration für MacIver und ihren Ehemann, insbesondere als sie ab 1931 regelmäßig ihre Sommer in Cape Cod verbrachten. Frankenbergs Erzählung Yellow Season (1960) beschreibt die Sommer und einen harten Winter, die sie gemeinsam in der kleinen Hütte verbrachten, die sie aus Treibholz in Truro gebaut hatten. MacIvers Gemälde dieses Hauses Shack war eines von zwei Gemälden, die Alfred Barr, der damalige Direktor des Museum of Modern Art, im Jahr 1934 erwarb. Nachfolgend werden einige der bedeutendsten Werke MacIvers dargestellt, darunter Shack.
Shack (1934) offenbart die Intimität des gemeinsamen Lebens von MacIver und ihrem Ehemann in einer detaillierten Darstellung ihrer Strandhütte. Die vier Wände sind aufgeklappt und in Kreuzform dargestellt, umrahmt von einer kreisförmigen Darstellung des Strandes und der Dünenvegetation, was einen sakralen Raum schafft. Dieses Bild zeigt MacIvers Interesse an der Darstellung von Ort, die menschliche Aktivität zeigen, ohne dass Menschen anwesend sind.
Hopscotch (1940) zeigt das Kinderspiel Himmel und Hölle auf einem Bürgersteig. Dieses Gemälde zeichnet sich durch eine ungewöhnliche Anordnung der Zahlen aus, die den Betrachter visuell dazu einlädt, vom Start aus nach außen und wieder zurück zu gehen, was an Labyrinth-Mythen erinnert und symbolisch die Reise der Seele vom Leben ins Jenseits darstellt. MacIvers Nutzung alltäglicher städtischer Bilder, losgelöst von ihrem Kontext, fordert die Betrachter auf, alltägliche Details als bemerkenswerte Sujets neu zu bewerten.
Red Votive Lights (1943) zeigt zahlreiche Kerzenlichter, wie sie häufig in katholischen Kirchen zu finden sind, auf eine Art und Weise dargestellt, die sie über ihren einfachen religiösen Kontext hinaus hebt. Indem sie das Bild von Rand zu Rand mit leuchtend roten Kerzen füllt, schafft MacIver ein visuelles Muster und verleiht dem Gemälde auch Bedeutungen, die mit Krieg, Opfer und Spiritualität verbunden sind. Dieses Werk kann als Anti-Kriegs-Stellungnahme betrachtet werden, die über kollektive und individuelle Gebete in Zeiten weit verbreiteter Not reflektiert.
Window Shade (1948) zeigt eine Nahaufnahme einer Fensterjalousie, die fast das ganze Fenster verdeckt, aber unten einen kleinen Lichtspalt offenlässt. Auf den ersten Blick wirkt es abstrakt, doch MacIvers Behandlung der Textur der Jalousie und das subtile Spiel mit Licht verleihen ihm eine romantische, weite Qualität. Das Gemälde evoziert verschiedene Interpretationen, von der einfachen Darstellung eines Alltagsgegenstands bis hin zu abstrakteren Assoziationen mit himmlischen Körpern.
Weitere bekannte Werke sind Oil Slick (1940), The Violet Hour (1943), Pushcart (1944), Venice (1949) und Taxi (1951).
MacIvers Werk wurde in zahlreichen Ausstellungen gezeigt, darunter in verschiedensten Ausstellungen des Museum of Modern Art. Ihr Werk wurde zudem in der Ausstellung Women Artists: 1550–1950 (1976/1977) gezeigt, die den Diskurs auf die Betrachtung der künstlerischen Leistungen von Frauen und auf eine inklusivere Sicht auf die Kunstgeschichte lenkte.